# Bertrand de Saint-Martin
 Bertrand de Saint-Martin O.S.B.  (død 28. marts 1275) var en af Den katolske kirkes kardinaler. Han var ærkebiskop i Arles. 
Han blev kreeret til kardinal den 3. juni 1273 af pave Gregor X.